# Europäischer Filmpreis/Jameson-Publikumspreis – Beste Regie
Seit 1997 wird bei den Europäischen Filmpreisen der Beliebteste Regisseur vom Kinopublikum gewählt und ausgezeichnet. Seit 2003 trägt der People’s Choice Award den Namen seines Sponsors als Beinamen: Jameson.

## Sieger und Nominierte
Es sind alle Nominierte angeführt, der Sieger steht immer zuoberst.
2005
Marc Rothemund – Sophie Scholl – Die letzten Tage
Jacques Audiard – Der wilde Schlag meines Herzens
Timur Bekmambetov – Wächter der Nacht – Nochnoi Dozor
Álex de la Iglesia – Ein ferpektes Verbrechen – Crimen ferpecto (Crimen ferpecto)
Jean-Pierre Jeunet – Mathilde – Eine große Liebe
Dani Levy – Alles auf Zucker!
Roger Michell – Enduring Love
Kay Pollack – As It Is In Heaven
Paolo Sorrentino – The Consequences Of Love
István Szabó – Being Julia
2004
Fatih Akin – Gegen die Wand
Pedro Almodóvar – La mala educación – Schlechte Erziehung (La mala educación)
Theo Angelopoulos –  Trilogie I – Die Erde weint (Trilogia – To livadi pou dakrizi)
Bernardo Bertolucci – Die Träumer (The Dreamers)
Julie Bertuccelli – Seit Otar fort ist… (Depuis qu'Otar est parti...)
Icíar Bollaín – Öffne meine Augen (Te doy mis ojos)
Richard Curtis – Tatsächlich… Liebe (Love Actually)
Patrice Leconte – Intime Fremde (Confidences trop intimes)
Hilmar Oddson – Kaltes Licht (Kaldaljós)
Michael Winterbottom – Code 46
2003
Wolfgang Becker – Good Bye, Lenin!
2002
Pedro Almodóvar – Sprich mit ihr
2001
Jean-Pierre Jeunet – Die fabelhafte Welt der Amélie
2000
Lars von Trier – Dancer in the Dark
1999
Pedro Almodóvar – Alles über meine Mutter
1998
Roland Emmerich – Godzilla
1997
Peter Cattaneo – Ganz oder gar nicht